# Socha Bavarie
Socha Bavarie (někdy Bavaria) je 30 metrů vysoká socha z bronzu nacházející se na Terezinské louce v Bavorském Mnichově. Jde o sochu ženy se lvem, která představuje personifikaci Bavorska. Jejím autorem je bavorský sochař Ludwig Schwanthaler.
Za sochou se nachází půlkruhová zeď, v jejíž výklencích jsou umístěny sochy osobností německé historie. Do sochy samotné lze vystoupat po schodech do její hlavy, ze které je z oken ukrytých v kadeřích Bavarie výhled na Mnichov.

## Odraz v kultuře
Uskupení Naaptal Duo o soše zpívá v písni Patrona Bavaria.

## Galerie

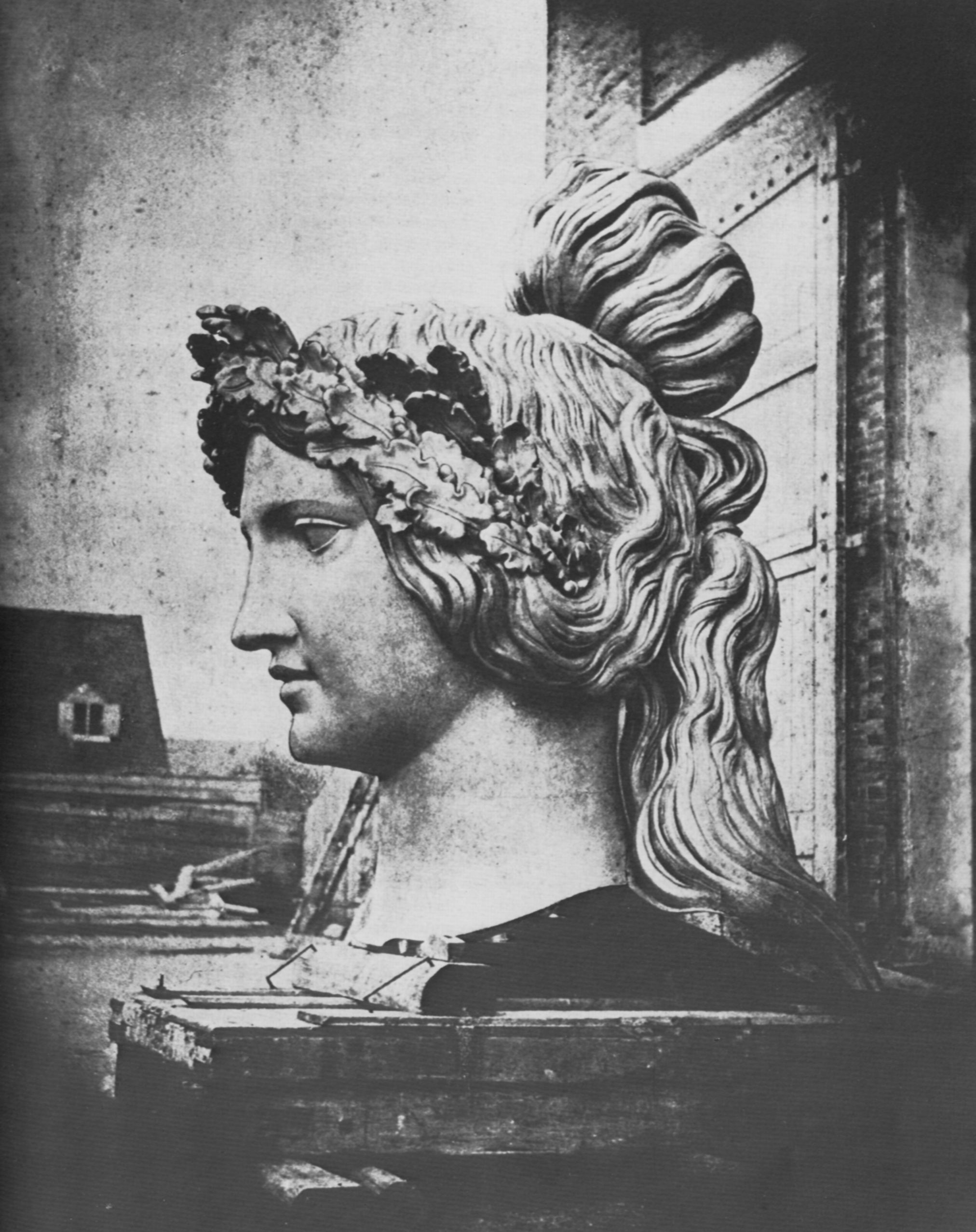
Alois Löcherer: Socha Bavarie z profilu, 1849
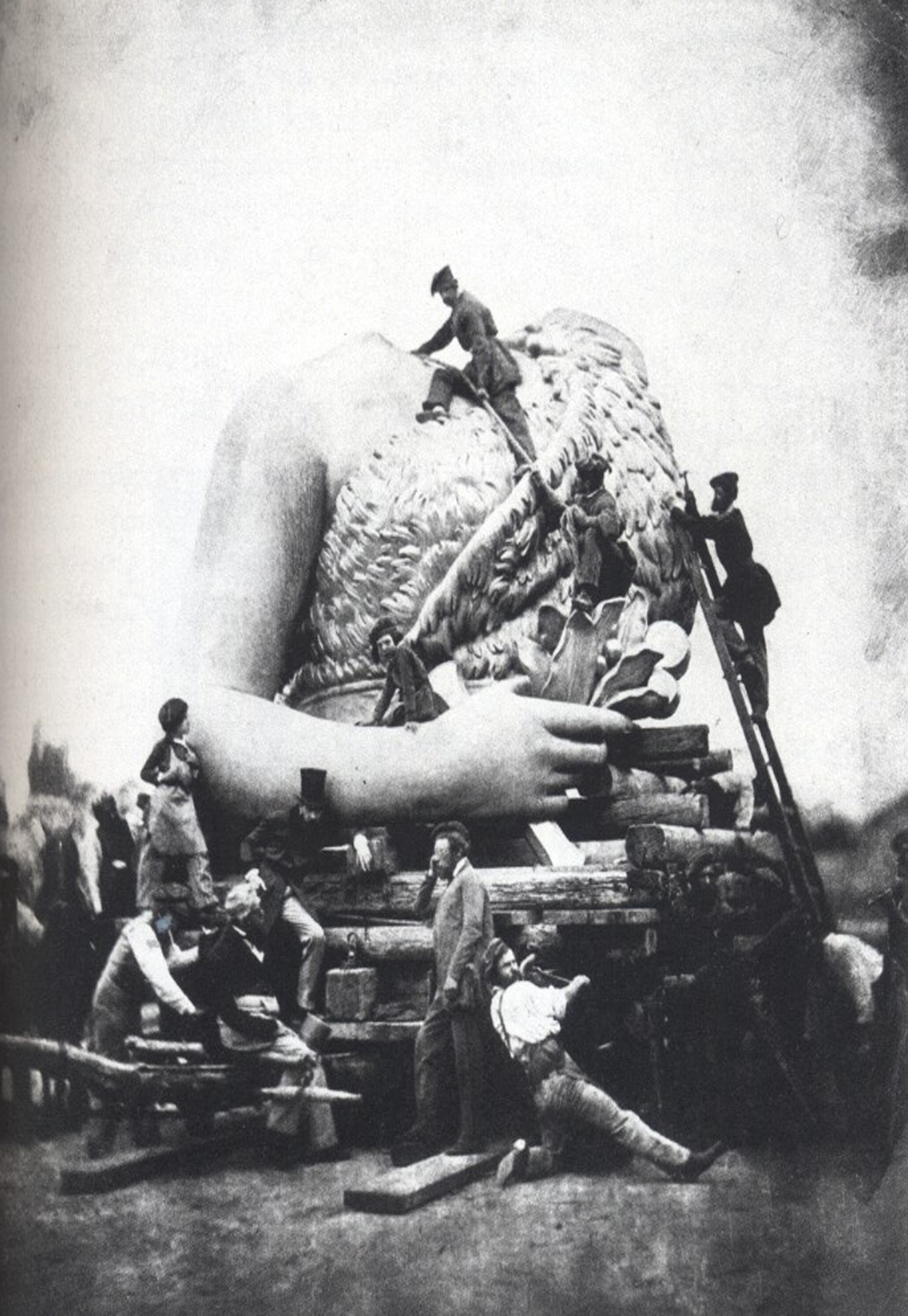
Alois Löcherer: Socha Bavarie, montáž, 1849
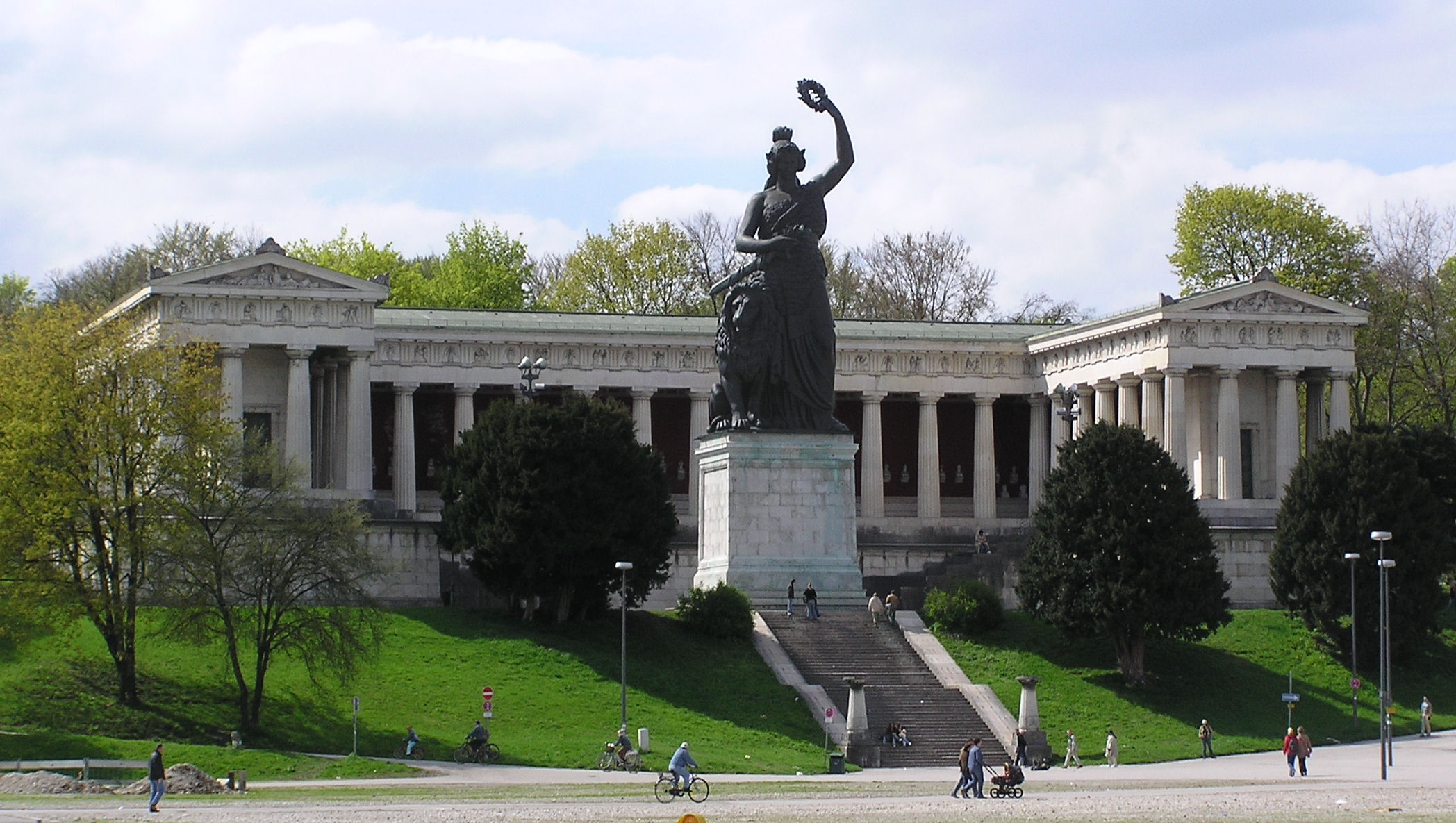
Socha Bavarie